# (21664) Konradzuse
(21664) Konradzuse est un astéroïde de la ceinture principale.

## Description
(21664) Konradzuse est un astéroïde de la ceinture principale. Il fut découvert le 4 septembre 1999 à l'Observatoire d'Ondřejov par Lenka Šarounová. Il présente une orbite caractérisée par un demi-grand axe de 2,61 UA, une excentricité de 0,21 et une inclinaison de 9,6° par rapport à l'écliptique.

## Compléments